# 阿帕鄉 (薩圖馬雷縣)
47°46′N 23°12′E / 47.767°N 23.200°E
阿帕鄉（羅馬尼亞語：Comuna Apa, Satu Mare），是羅馬尼亞的鄉份，位於該國西北部，由薩圖馬雷縣負責管轄，面積45平方公里，海拔高度136米，2007年人口2,824，人口密度每平方公里63人。